# Longa (Namissiguima)
Pour les articles homonymes, voir Longa.
Longa est une localité située dans le département de Namissiguima de la province du Yatenga dans la région Nord au Burkina Faso.

## Santé et éducation
Le centre de soins le plus proche de Longa est le centre de santé et de promotion sociale (CSPS) de Namissiguima tandis que le centre hospitalier régional (CHR) se trouve à Ouahigouya.
Le village possède une école primaire publique.